# 2022-es labdarúgó-világbajnokság-selejtező (CONMEBOL)
A 2022-es labdarúgó-világbajnokság dél-amerikai selejtező mérkőzéseit 2020-tól 2022-ig játszották le. A Katarban rendezendő világbajnokságra Dél-Amerika 4,5 kvótát kapott, ami azt jelentette, hogy 4 csapat automatikusan kijutott, 1 pedig interkontinentális pótselejtezőn juthatott ki.

## Formátum
A CONMEBOL 2019. január 24-i bejelentése szerint a korábbi selejtezőben érvényes formátumra került sor. Összesen 10 válogatott vett részt, amely egyetlen csoportot alkotott. A csoportban a csapatok körmérkőzéses, oda-visszavágós rendszerben mérkőztek meg egymással. Az első négy csapat kijutott a világbajnokságra, az ötödik helyezett dél-amerikai ország interkontinentális pótselejtezőn vett részt.
A csoportkör párosításait 2019. december 17-én sorsolták.

## Résztvevők
A 10 CONMEBOL-tagország vesz részt a dél-amerikai selejtezőn.
| Sorsolási pozíció | Csapat    |
| ----------------- | --------- |
| 1                 | Uruguay   |
| 2                 | Kolumbia  |
| 3                 | Peru      |
| 4                 | Brazília  |
| 5                 | Venezuela |
| 6                 | Bolívia   |
| 7                 | Paraguay  |
| 8                 | Argentína |
| 9                 | Chile     |
| 10                | Ecuador   |

## Naptár
A 2022-es labdarúgó-világbajnokság dél-amerikai selejtezőjének naptára:
2021. március 6-án a FIFA elhalasztotta az 5. és 6. forduló mérkőzéseit a Covid19-pandémia miatt. Az 5. fordulót a 11. és 12. forduló közé, a 6. fordulót a 9. és 10. forduló közé helyezték át.
| Év   | Forduló     | Dátum                                                                        | Párosítások              |
| ---- | ----------- | ---------------------------------------------------------------------------- | ------------------------ |
| 2020 | 1. forduló  | 2020. október 8. (eredetileg 2020. március 26.)                              | 1–9, 2–5, 4–6, 7–3, 8–10 |
| 2020 | 2. forduló  | 2020. október 13. (eredetileg 2020. március 31.)                             | 3–4, 5–7, 6–8, 9–2, 10–1 |
| 2020 | 3. forduló  | 2020. november 12. (eredetileg 2020. szeptember 3.)                          | 2–1, 4–5, 6–10, 8–7, 9–3 |
| 2020 | 4. forduló  | 2020. november 17. (eredetileg 2020. szeptember 8.)                          | 1–4, 3–8, 5–9, 7–6, 10–2 |
| 2021 | 7. forduló  | 2021. június 3. (eredetileg 2020. november 12.)                              | 1–7, 3–2, 4–10, 6–5, 8–9 |
| 2021 | 8. forduló  | 2021. június 8. (eredetileg 2020. november 17.)                              | 2–8, 5–1, 7–4, 9–6, 10–3 |
| 2021 | 9. forduló  | 2021. szeptember 2. (eredetileg 2021. március 25.)                           | 3–1, 5–8, 6–2, 9–4, 10–7 |
| 2021 | 6. forduló  | 2021. szeptember 5. (eredetileg 2020. október 13., majd 2021. március 30.)   | 1–6, 3–5, 4–8, 7–2, 10–9 |
| 2021 | 10. forduló | 2021. szeptember 9. (eredetileg 2021. március 30., majd 2021. szeptember 7.) | 1–10, 2–9, 4–3, 7–5, 8–6 |
| 2021 | 11. forduló | 2021. október 7. (eredetileg 2021. június 3.)                                | 1–2, 3–9, 5–4, 7–8, 10–6 |
| 2021 | 5. forduló  | 2021. október 10. (eredetileg 2020. október 8., majd 2021. március 25.)      | 2–4, 5–10, 6–3, 8–1, 9–7 |
| 2021 | 12. forduló | 2021. október 14. (eredetileg 2021. június 8., majd 2021. október 12.)       | 2–10, 4–1, 6–7, 8–3, 9–5 |
| 2021 | 13. forduló | 2021. november 11 (eredetileg 2021. szeptember 2.)                           | 1–8, 3–6, 4–2, 7–9, 10–5 |
| 2021 | 14. forduló | 2021. november 16. (eredetileg 2021. szeptember 7.)                          | 2–7, 5–3, 6–1, 8–4, 9–10 |
| 2022 | 15. forduló | 2022. január 27. (eredetileg 2021. október 7.)                               | 2–3, 5–6, 7–1, 9–8, 10–4 |
| 2022 | 16. forduló | 2022. február 1. (eredetileg 2021. október 12.)                              | 1–5, 3–10, 4–7, 6–9, 8–2 |
| 2022 | 17. forduló | 2022. március 24. (eredetileg 2021. november 11)                             | 1–3, 2–6, 4–9, 7–10, 8–5 |
| 2022 | 18. forduló | 2022. március 29. (eredetileg 2021. november 16.)                            | 3–7, 5–2, 6–4, 9–1, 10–8 |

## Tabella
| Hely. | Csapat    | M  | Gy | D | V  | G+ | G– | Gk  | P  | Továbbjutás                         |     | Brazília | Argentína | Uruguay | Ecuador | Peru | Kolumbia | Chile | Paraguay | Bolívia | Venezuela |
| ----- | --------- | -- | -- | - | -- | -- | -- | --- | -- | ----------------------------------- | --- | -------- | --------- | ------- | ------- | ---- | -------- | ----- | -------- | ------- | --------- |
| 1.    | Brazília  | 17 | 14 | 3 | 0  | 40 | 5  | +35 | 45 | Kijutott a 2022-es világbajnokságra |     | —        | tör.      | 4–1     | 2–0     | 2–0  | 1–0      | 4–0   | 4–0      | 5–0     | 1–0       |
| 2.    | Argentína | 17 | 11 | 6 | 0  | 27 | 8  | +19 | 39 | Kijutott a 2022-es világbajnokságra |     | 0–0      | —         | 3–0     | 1–0     | 1–0  | 1–0      | 1–1   | 1–1      | 3–0     | 3–0       |
| 3.    | Uruguay   | 18 | 8  | 4 | 6  | 22 | 22 | 0   | 28 | Kijutott a 2022-es világbajnokságra |     | 0–2      | 0–1       | —       | 1–0     | 1–0  | 0–0      | 2–1   | 0–0      | 4–2     | 4–1       |
| 4.    | Ecuador   | 18 | 7  | 5 | 6  | 27 | 19 | +8  | 26 | Kijutott a 2022-es világbajnokságra |     | 1–1      | 1–1       | 4–2     | —       | 1–2  | 6–1      | 0–0   | 2–0      | 3–0     | 1–0       |
| 5.    | Peru      | 18 | 7  | 3 | 8  | 19 | 22 | −3  | 24 | Interkontinetális pótselejtező      |     | 2–4      | 0–2       | 1–1     | 1–1     | —    | 0–3      | 2–0   | 2–0      | 3–0     | 1–0       |
| 6.    | Kolumbia  | 18 | 5  | 8 | 5  | 20 | 19 | +1  | 23 |                                     |     | 0–0      | 2–2       | 0–3     | 0–0     | 0–1  | —        | 3–1   | 0–0      | 3–0     | 3–0       |
| 7.    | Chile     | 18 | 5  | 4 | 9  | 19 | 26 | −7  | 19 |                                     | 0–1 | 1–2      | 0–2       | 0–2     | 2–0     | 2–2  | —        | 2–0   | 1–1      | 3–0     |           |
| 8.    | Paraguay  | 18 | 3  | 7 | 8  | 12 | 26 | −14 | 16 |                                     | 0–2 | 0–0      | 0–1       | 3–1     | 2–2     | 1–1  | 0–1      | —     | 2–2      | 2–1     |           |
| 9.    | Bolívia   | 18 | 4  | 3 | 11 | 23 | 42 | −19 | 15 |                                     | 0–4 | 1–2      | 3–0       | 2–3     | 1–0     | 1–1  | 2–3      | 4–0   | —        | 3–1     |           |
| 10.   | Venezuela | 18 | 3  | 1 | 14 | 14 | 34 | −20 | 10 |                                     | 1–3 | 1–3      | 0–0       | 2–1     | 1–2     | 0–1  | 2–1      | 0–1   | 4–1      | —       |           |

## Mérkőzések
Az időpontok helyi idő szerint értendők.

### 1. forduló
| 2020. október 8. 19:30 (UTC–3) |

| Paraguay       | 2–2               | Peru             |
| -------------- | ----------------- | ---------------- |
| Romero 67' 81' | (0–0) Jegyzőkönyv | Carrillo 52' 85' |

| Estadio Defensores del Chaco, Asunción Játékvezető: Néstor Pitana (argentin) |

| 2020. október 8. 19:45 (UTC–3) |

| Uruguay                           | 2–1               | Chile       |
| --------------------------------- | ----------------- | ----------- |
| Suárez 39' (11-esből) Gómez 90+3' | (1–0) Jegyzőkönyv | Sánchez 54' |

| Estadio Centenario, Montevideo Játékvezető: Éber Aquino (paraguayi) |

| 2020. október 8. 21:30 (UTC-5) |

| Argentína            | 1–0               | Ecuador |
| -------------------- | ----------------- | ------- |
| Messi 13' (11-esből) | (1–0) Jegyzőkönyv |         |

| Alberto J. Armando Stadion, Buenos Aires Játékvezető: Roberto Tobar (chilei) |

| 2020. október 9. 18:30 (UTC–5) |

| Kolumbia                    | 3–0               | Venezuela |
| --------------------------- | ----------------- | --------- |
| Zapata 16' Muriel 26' 45+3' | (3–0) Jegyzőkönyv |           |

| Estadio Metropolitano Roberto Meléndez, Barranquilla Játékvezető: Guillermo Guerrero (ecuadori) |

| 2020. október 9. 21:30 (UTC–3) |

| Brazília                                                         | 5–0               | Bolívia |
| ---------------------------------------------------------------- | ----------------- | ------- |
| Marquinhos 16' Firmino 30' 49' Carrasco 66' (öngól) Coutinho 73' | (2–0) Jegyzőkönyv |         |

| Arena de São Paulo, São Paulo Játékvezető: Leodán González (uruguayi) |

### 2. forduló
| 2020. október 13. 16:00 (UTC–4) |

| Bolívia    | 1–2               | Argentína                  |
| ---------- | ----------------- | -------------------------- |
| Moreno 24' | (1–1) Jegyzőkönyv | L. Martínez 45' Correa 79' |

| Estadio Hernando Siles, La Paz Játékvezető: Diego Haro (perui) |

| 2020. október 13. 16:00 (UTC−5) |

| Ecuador                                 | 4–2               | Uruguay                                   |
| --------------------------------------- | ----------------- | ----------------------------------------- |
| Caicedo 14' Estrada 45+3' 52' Plata 75' | (2–0) Jegyzőkönyv | L. Suárez 83' (11-esből) 90+5' (11-esből) |

| Estadio Rodrigo Paz Delgado, Quito Játékvezető: Wilmar Roldán (kolumbiai) |

| 2020. október 13. 18:00 (UTC−4) |

| Venezuela | 0–1               | Paraguay    |
| --------- | ----------------- | ----------- |
|           | (0–0) Jegyzőkönyv | Giménez 85' |

| Estadio Metropolitano de Mérida, Mérida Játékvezető: Andrés Rojas (kolumbiai) |

| 2020. október 13. 19:00 (UTC−5) |

| Peru                  | 2–4               | Brazília                                                   |
| --------------------- | ----------------- | ---------------------------------------------------------- |
| Carrillo 5' Tapia 59' | (1–1) Jegyzőkönyv | Neymar 28' (11-esből) 83' (11-esből) 90+4' Richarlison 64' |

| Estadio Nacional, Lima Játékvezető: Julio Bascuñán (chilei) |

| 2020. október 13. 21:30 (UTC−3) |

| Chile                            | 2–2               | Kolumbia              |
| -------------------------------- | ----------------- | --------------------- |
| Vidal 37' (11-esből) Sánchez 41' | (2–1) Jegyzőkönyv | Lerma 6' Falcao 90+1' |

| Estadio Nacional Julio Martínez Prádanos, Santiago de Chile Játékvezető: Darío Herrera (argentin) |

### 3. forduló
| 2020. november 12. 16:00 (UTC–4) |

| Bolívia             | 2–3               | Ecuador                                       |
| ------------------- | ----------------- | --------------------------------------------- |
| Arce 37' Moreno 60' | (1–0) Jegyzőkönyv | B. Caicedo 46' Mena 55' Gruezo 88' (11-esből) |

| Estadio Hernando Siles, La Paz Játékvezető: Wilton Sampaio (brazil) |

| 2020. november 12. 21:00 (UTC−3) |

| Argentína    | 1–1               | Paraguay                 |
| ------------ | ----------------- | ------------------------ |
| González 41' | (1–1) Jegyzőkönyv | Á. Romero 21' (11-esből) |

| Estadio Alberto J. Armando, Buenos Aires Játékvezető: Raphael Claus (brazil) |

| 2020. november 13. 15:30 (UTC−5) |

| Kolumbia | 0–3               | Uruguay                                      |
| -------- | ----------------- | -------------------------------------------- |
|          | (0–1) Jegyzőkönyv | Cavani 5' L. Suárez 54' (11-esből) Núñez 73' |

| Estadio Metropolitano Roberto Meléndez, Barranquilla Játékvezető: Fernando Rapallini (argentin) |

| 2020. november 13. 20:00 (UTC−3) |

| Chile         | 2–0               | Peru |
| ------------- | ----------------- | ---- |
| Vidal 19' 34' | (2–0) Jegyzőkönyv |      |

| Estadio Nacional Julio Martínez Prádanos, Santiago de Chile Játékvezető: Esteban Ostojich (uruguayi) |

| 2020. november 13. 21:30 (UTC−3) |

| Brazília    | 1–0               | Venezuela |
| ----------- | ----------------- | --------- |
| Firmino 66' | (0–0) Jegyzőkönyv |           |

| Estádio do Morumbi, São Paulo Játékvezető: Juan Gabriel Benítez (paraguayi) |

### 4. forduló
| 2020. november 17. 17:00 (UTC–4) |

| Venezuela          | 2–1               | Chile     |
| ------------------ | ----------------- | --------- |
| Mago 9' Rondón 81' | (1–1) Jegyzőkönyv | Vidal 15' |

| Estadio Olímpico de la UCV, Caracas Játékvezető: Patricio Loustau (argentin) |

| 2020. november 17. 16:00 (UTC–5) |

| Ecuador                                                               | 6–1               | Kolumbia                   |
| --------------------------------------------------------------------- | ----------------- | -------------------------- |
| Arboleda 7' Mena 9' Estrada 32' Arreaga 39' Plata 78' Estupiñán 90+1' | (4–1) Jegyzőkönyv | Rodríguez 45+1' (11-esből) |

| Estadio Rodrigo Paz Delgado, Quito Játékvezető: Jesús Valenzuela (venezuelai) |

| 2020. november 17. 20:00 (UTC–3) |

| Uruguay | 0–2               | Brazília                   |
| ------- | ----------------- | -------------------------- |
|         | (0–2) Jegyzőkönyv | Arthur 33' Richarlison 45' |

| Estadio Centenario, Montevideo Játékvezető: Roberto Tobar (chilei) |

| 2020. november 17. 20:00 (UTC–3) |

| Paraguay                          | 2–2               | Bolívia                    |
| --------------------------------- | ----------------- | -------------------------- |
| Á. Romero 19' (11-esből) Kaku 72' | (1–2) Jegyzőkönyv | Moreno 41' B. Céspedes 45' |

| Estadio Defensores del Chaco, Asunción Játékvezető: Alexis Herrera (venezuelai) |

| 2020. november 17. 19:30 (UTC–5) |

| Peru | 0–2               | Argentína                     |
| ---- | ----------------- | ----------------------------- |
|      | (0–2) Jegyzőkönyv | González 17' La. Martínez 28' |

| Estadio Nacional, Lima Játékvezető: Wilmar Roldán (kolumbiai) |

### 7. forduló
| 2021. június 3. 16:00 (UTC−4) |

| Bolívia                        | 3–1               | Venezuela      |
| ------------------------------ | ----------------- | -------------- |
| Moreno 5' 83' Di. Bejarano 60' | (1–1) Jegyzőkönyv | Chancellor 26' |

| Estadio Hernando Siles, La Paz Játékvezető: Jhon Ospina (kolumbiai) |

| 2021. június 3. 19:00 (UTC–3) |

| Uruguay | 0–0         | Paraguay |
| ------- | ----------- | -------- |
|         | Jegyzőkönyv |          |

| Estadio Centenario, Montevideo Játékvezető: Wilmar Roldán (kolumbiai) |

| 2021. június 3. 21:00 (UTC–3) |

| Argentína            | 1–1               | Chile       |
| -------------------- | ----------------- | ----------- |
| Messi 23' (11-esből) | (1–1) Jegyzőkönyv | Sánchez 36' |

| Estadio Único Madre de Ciudades, Santiago del Estero Játékvezető: Jesús Valenzuela (venezuelai) |

| 2021. június 3. 21:00 (UTC–5) |

| Peru | 0–3               | Kolumbia                    |
| ---- | ----------------- | --------------------------- |
|      | (0–1) Jegyzőkönyv | Mina 40' Uribe 49' Díaz 55' |

| Estadio Nacional, Lima Játékvezető: Wilton Sampaio (brazil) |

| 2021. június 3. 21:30 (UTC–3) |

| Brazília                                | 2–0               | Ecuador |
| --------------------------------------- | ----------------- | ------- |
| Richarlison 65' Neymar 90+4' (11-esből) | (0–0) Jegyzőkönyv |         |

| Estádio Beira-Rio, Porto Alegre Játékvezető: Alexis Herrera (venezuelai) |

### 8. forduló
| 2021. június 8. 16:00 (UTC–5) |

| Ecuador     | 1–2               | Peru                    |
| ----------- | ----------------- | ----------------------- |
| Plata 90+3' | (0–0) Jegyzőkönyv | Cueva 63' Advíncula 89' |

| Estadio Rodrigo Paz Delgado, Quito Játékvezető: Esteban Ostojich (uruguayi) |

| 2021. június 8. 18:30 (UTC–4) |

| Venezuela | 0–0         | Uruguay |
| --------- | ----------- | ------- |
|           | Jegyzőkönyv |         |

| Estadio Olímpico de la UCV, Caracas Játékvezető: Anderson Daronco (brazil) |

| 2021. június 8. 18:00 (UTC–5) |

| Kolumbia                          | 2–2               | Argentína            |
| --------------------------------- | ----------------- | -------------------- |
| Muriel 51' (11-esből) Borja 90+4' | (0–2) Jegyzőkönyv | Romero 3' Paredes 8' |

| Estadio Metropolitano Roberto Meléndez, Barranquilla Játékvezető: Roberto Tobar (chilei) |

| 2021. június 8. 20:30 (UTC–4) |

| Paraguay | 0–2               | Brazília                |
| -------- | ----------------- | ----------------------- |
|          | (0–1) Jegyzőkönyv | Neymar 4' Paquetá 90+3' |

| Estadio Defensores del Chaco, Asunción Játékvezető: Patricio Loustau (argentin) |

| 2021. június 8. 21:30 (UTC–4) |

| Chile      | 1–1               | Bolívia               |
| ---------- | ----------------- | --------------------- |
| Pulgar 69' | (0–0) Jegyzőkönyv | Moreno 81' (11-esből) |

| Estadio San Carlos de Apoquindo, Santiago de Chile Játékvezető: Eber Aquino (paraguayi) |

### 9. forduló
| 2021. szeptember 2. 16:00 (UTC–4) |

| Bolívia     | 1–1               | Kolumbia     |
| ----------- | ----------------- | ------------ |
| Saucedo 83' | (0–0) Jegyzőkönyv | Martínez 69' |

| Estadio Hernando Siles, La Paz Játékvezető: Alexis Herrera (venezuelai) |

| 2021. szeptember 2. 16:00 (UTC–5) |

| Ecuador                  | 2–0               | Paraguay |
| ------------------------ | ----------------- | -------- |
| Torres 88' Estrada 90+5' | (0–0) Jegyzőkönyv |          |

| Estadio Rodrigo Paz Delgado, Quito Játékvezető: Andrés Matonte (uruguayi) |

| 2021. szeptember 2. 20:00 (UTC–4) |

| Venezuela                | 1–3               | Argentína                                      |
| ------------------------ | ----------------- | ---------------------------------------------- |
| Soteldo 90+4' (11-esből) | (0–1) Jegyzőkönyv | La. Martínez 45+2' J. Correa 71' Á. Correa 74' |

| Estadio Olímpico de la UCV, Caracas Játékvezető: Leodán González (uruguayi) |

| 2021. szeptember 2. 20:00 (UTC−5) |

| Peru      | 1–1               | Uruguay           |
| --------- | ----------------- | ----------------- |
| Tapia 25' | (1–1) Jegyzőkönyv | De Arrascaeta 29' |

| Estadio Nacional, Lima Játékvezető: Néstor Pitana (argentin) |

| 2021. szeptember 2. 21:00 (UTC−4) |

| Chile | 0–1               | Brazília    |
| ----- | ----------------- | ----------- |
|       | (0–0) Jegyzőkönyv | Ribeiro 64' |

| Estadio Monumental David Arellano, Santiago de Chile Játékvezető: Diego Haro (perui) |

### 6. forduló
| 2021. szeptember 5. 16:00 (UTC–3) |

| Brazília | félbeszakadt | Argentína |
| -------- | ------------ | --------- |
|          | Jegyzőkönyv  |           |

| Arena Corinthians, São Paulo Játékvezető: Jesús Valenzuela (venezuelai) |

| 2021. szeptember 5. 16:00 (UTC–5) |

| Ecuador | 0–0         | Chile |
| ------- | ----------- | ----- |
|         | Jegyzőkönyv |       |

| Estadio Rodrigo Paz Delgado, Quito Játékvezető: Facundo Tello (argentin) |

| 2021. szeptember 5. 19:00 (UTC–3) |

| Uruguay                                                   | 4–2               | Bolívia                   |
| --------------------------------------------------------- | ----------------- | ------------------------- |
| De Arrascaeta 15' 67' (11-esből) Valverde 31' Álvarez 47' | (2–0) Jegyzőkönyv | Moreno 59' 84' (11-esből) |

| Estadio Campeón del Siglo, Montevideo Játékvezető: Eber Aquino (paraguayi) |

| 2021. szeptember 5. 18:00 (UTC–4) |

| Paraguay     | 1–1               | Kolumbia                |
| ------------ | ----------------- | ----------------------- |
| Sanabria 40' | (1–0) Jegyzőkönyv | Cuadrado 53' (11-esből) |

| Estadio Defensores del Chaco, Asunción Játékvezető: Raphael Claus (brazil) |

| 2021. szeptember 5. 20:00 (UTC−5) |

| Peru      | 1–0               | Venezuela |
| --------- | ----------------- | --------- |
| Cueva 35' | (1–0) Jegyzőkönyv |           |

| Estadio Nacional, Lima Játékvezető: Luis Quiroz (ecuadori) |

### 10. forduló
| 2021. szeptember 9. 19:30 (UTC–3) |

| Uruguay       | 1–0               | Ecuador |
| ------------- | ----------------- | ------- |
| Pereiro 90+2' | (0–0) Jegyzőkönyv |         |

| Estadio Campeón del Siglo, Montevideo Játékvezető: Anderson Daronco (brazil) |

| 2021. szeptember 9. 18:30 (UTC–4) |

| Paraguay                          | 2–1               | Venezuela      |
| --------------------------------- | ----------------- | -------------- |
| D. Martínez 7' Romero Gamarra 46' | (1–0) Jegyzőkönyv | Chancellor 90' |

| Estadio Defensores del Chaco, Asunción Játékvezető: Roberto Tobar (chilei) |

| 2021. szeptember 9. 18:00 (UTC–5) |

| Kolumbia                          | 3–1               | Chile       |
| --------------------------------- | ----------------- | ----------- |
| Borja 19' (11-esből) 20' Díaz 74' | (2–0) Jegyzőkönyv | Meneses 56' |

| Estadio Metropolitano Roberto Meléndez, Barranquilla Játékvezető: Andrés Cunha (uruguayi) |

| 2021. szeptember 9. 20:30 (UTC–3) |

| Argentína         | 3–0               | Bolívia |
| ----------------- | ----------------- | ------- |
| Messi 14' 64' 88' | (1–0) Jegyzőkönyv |         |

| Estadio Monumental Antonio Vespucio Liberti, Buenos Aires Játékvezető: Kevin Ortega (perui) |

| 2021. szeptember 9. 21:30 (UTC–3) |

| Brazília               | 2–0               | Peru |
| ---------------------- | ----------------- | ---- |
| Ribeiro 15' Neymar 40' | (2–0) Jegyzőkönyv |      |

| Arena Pernambuco, São Lourenço da Mata Játékvezető: Wilmar Roldán (kolumbiai) |

### 11. forduló
| 2021. október 7. 20:00 (UTC–3) |

| Uruguay | 0–0         | Kolumbia |
| ------- | ----------- | -------- |
|         | Jegyzőkönyv |          |

| Estadio Gran Parque Central, Montevideo Játékvezető: Jesús Valenzuela (venezuelai) |

| 2021. október 7. 20:00 (UTC–3) |

| Paraguay | 0–0         | Argentína |
| -------- | ----------- | --------- |
|          | Jegyzőkönyv |           |

| Estadio Defensores del Chaco, Asunción Játékvezető: Anderson Daronco (brazil) |

| 2021. október 7. 19:30 (UTC–4) |

| Venezuela   | 1–3               | Brazília                                                   |
| ----------- | ----------------- | ---------------------------------------------------------- |
| Ramírez 11' | (1–0) Jegyzőkönyv | Marquinhos 71' Gabriel Barbosa 85' (11-esből) Antony 90+5' |

| Estadio Olímpico de la UCV, Caracas Játékvezető: Kevin Ortega (perui) |

| 2021. október 7. 19:30 (UTC–5) |

| Ecuador                      | 3–0               | Bolívia |
| ---------------------------- | ----------------- | ------- |
| Estrada 13' Valencia 16' 18' | (3–0) Jegyzőkönyv |         |

| Estadio Monumental Isidro Romero Carbo, Guayaquil Játékvezető: Wilmar Roldán (kolumbiai) |

| 2021. október 7. 20:00 (UTC−5) |

| Peru               | 2–0               | Chile |
| ------------------ | ----------------- | ----- |
| Cueva 36' Peña 64' | (1–0) Jegyzőkönyv |       |

| Estadio Nacional, Lima Játékvezető: Christian Ferreyra (uruguayi) |

### 5. forduló
| 2021. október 10. 16:00 (UTC–4) |

| Bolívia     | 1–0               | Peru |
| ----------- | ----------------- | ---- |
| R. Vaca 83' | (0–0) Jegyzőkönyv |      |

| Estadio Hernando Siles, La Paz Játékvezető: Guillermo Guerrero (ecuadori) |

| 2021. október 10. 16:30 (UTC–4) |

| Venezuela              | 2–1               | Ecuador                 |
| ---------------------- | ----------------- | ----------------------- |
| Machís 45+1' Bello 64' | (1–1) Jegyzőkönyv | Valencia 37' (11-esből) |

| Estadio Olímpico de la UCV, Caracas Játékvezető: Andrés Cunha (uruguayi) |

| 2021. október 10. 16:00 (UTC–5) |

| Kolumbia | 0–0         | Brazília |
| -------- | ----------- | -------- |
|          | Jegyzőkönyv |          |

| Estadio Metropolitano Roberto Meléndez, Barranquilla Játékvezető: Patricio Loustau (argentin) |

| 2021. október 10. 20:30 (UTC–3) |

| Argentína                              | 3–0               | Uruguay |
| -------------------------------------- | ----------------- | ------- |
| Messi 38' De Paul 44' La. Martínez 62' | (2–0) Jegyzőkönyv |         |

| Estadio Monumental Antonio Vespucio Liberti, Buenos Aires Játékvezető: Roberto Tobar (chilei) |

| 2021. október 10. 21:00 (UTC–3) |

| Chile                 | 2–0               | Paraguay |
| --------------------- | ----------------- | -------- |
| Brereton 69' Isla 72' | (0–0) Jegyzőkönyv |          |

| Estadio San Carlos de Apoquindo, Santiago de Chile Játékvezető: Néstor Pitana (argentin) |

### 12. forduló
| 2021. október 14. 16:00 (UTC–4) |

| Bolívia                                               | 4–0               | Paraguay |
| ----------------------------------------------------- | ----------------- | -------- |
| Ramallo 21' Villarroel 53' Ábrego 84' Fernández 90+4' | (1–0) Jegyzőkönyv |          |

| Estadio Hernando Siles, La Paz Játékvezető: Andrés Matonte (uruguayi) |

| 2021. október 14. 16:00 (UTC–5) |

| Kolumbia | 0–0         | Ecuador |
| -------- | ----------- | ------- |
|          | Jegyzőkönyv |         |

| Estadio Metropolitano Roberto Meléndez, Barranquilla Játékvezető: Diego Haro (perui) |

| 2021. október 14. 20:30 (UTC–3) |

| Argentína        | 1–0               | Peru |
| ---------------- | ----------------- | ---- |
| La. Martínez 43' | (1–0) Jegyzőkönyv |      |

| Estadio Monumental Antonio Vespucio Liberti, Buenos Aires Játékvezető: Wilton Sampaio (brazil) |

| 2021. október 14. 21:00 (UTC–3) |

| Chile                       | 3–0               | Venezuela |
| --------------------------- | ----------------- | --------- |
| Pulgar 18' 37' Brereton 73' | (2–0) Jegyzőkönyv |           |

| Estadio San Carlos de Apoquindo, Santiago de Chile Játékvezető: Raphael Claus (brazil) |

| 2021. október 14. 20:30 (UTC–4) |

| Brazília                                        | 4–1               | Uruguay    |
| ----------------------------------------------- | ----------------- | ---------- |
| Neymar 10' Raphinha 18' 58' Gabriel Barbosa 83' | (2–0) Jegyzőkönyv | Suárez 77' |

| Arena da Amazônia, Manaus Játékvezető: Fernando Rapallini (argentin) |

### 13. forduló
| 2021. november 11. 16:00 (UTC–5) |

| Ecuador      | 1–0               | Venezuela |
| ------------ | ----------------- | --------- |
| Hincapié 41' | (1–0) Jegyzőkönyv |           |

| Estadio Rodrigo Paz Delgado, Quito Játékvezető: Christian Ferreyra (uruguayi) |

| 2021. november 11. 20:00 (UTC–3) |

| Paraguay | 0–1               | Chile             |
| -------- | ----------------- | ----------------- |
|          | (0–0) Jegyzőkönyv | Silva 56' (öngól) |

| Estadio Defensores del Chaco, Asunción Játékvezető: Patricio Loustau (argentin) |

| 2021. november 11. 21:30 (UTC–3) |

| Brazília    | 1–0               | Kolumbia |
| ----------- | ----------------- | -------- |
| Paquetá 72' | (0–0) Jegyzőkönyv |          |

| Arena Corinthians, São Paulo Játékvezető: Roberto Tobar (chilei) |

| 2021. november 11. 21:00 (UTC–5) |

| Peru                           | 3–0               | Bolívia |
| ------------------------------ | ----------------- | ------- |
| Lapadula 9' Cueva 31' Peña 39' | (3–0) Jegyzőkönyv |         |

| Estadio Nacional, Lima Játékvezető: Éber Aquino (paraguayi) |

| 2021. november 12. 20:00 (UTC–3) |

| Uruguay | 0–1               | Argentína   |
| ------- | ----------------- | ----------- |
|         | (0–1) Jegyzőkönyv | Di María 7' |

| Estadio Campeón del Siglo, Montevideo Játékvezető: Alexis Herrera (venezuelai) |

### 14. forduló
| 2021. november 16. 16:00 (UTC–4) |

| Bolívia                 | 3–0               | Uruguay |
| ----------------------- | ----------------- | ------- |
| Arce 29' 79' Moreno 45' | (2–0) Jegyzőkönyv |         |

| Estadio Hernando Siles, La Paz Játékvezető: Wilton Sampaio (brazil) |

| 2021. november 16. 17:00 (UTC–4) |

| Venezuela  | 1–2               | Peru                   |
| ---------- | ----------------- | ---------------------- |
| Machís 52' | (0–1) Jegyzőkönyv | Lapadula 18' Cueva 65' |

| Estadio Olímpico de la UCV, Caracas Játékvezető: Bruno Arleu (brazil) |

| 2021. november 16. 18:00 (UTC–5) |

| Kolumbia | 0–0         | Paraguay |
| -------- | ----------- | -------- |
|          | Jegyzőkönyv |          |

| Estadio Metropolitano Roberto Meléndez, Barranquilla Játékvezető: Facundo Tello (argentin) |

| 2021. november 16. 20:30 (UTC–3) |

| Argentína | 0–0         | Brazília |
| --------- | ----------- | -------- |
|           | Jegyzőkönyv |          |

| Estadio San Juan del Bicentenario, San Juan Játékvezető: Andrés Cunha (uruguayi) |

| 2021. november 16. 21:15 (UTC–3) |

| Chile | 0–2               | Ecuador                       |
| ----- | ----------------- | ----------------------------- |
|       | (0–1) Jegyzőkönyv | Estupiñán 9' M. Caicedo 90+3' |

| Estadio San Carlos de Apoquindo, Santiago de Chile Játékvezető: Fernando Rapallini (argentin) |

### 15. forduló
| 2022. január 27. 16:00 (UTC–5) |

| Ecuador    | 1–1               | Brazília    |
| ---------- | ----------------- | ----------- |
| Torres 75' | (0–1) Jegyzőkönyv | Casemiro 6' |

| Estadio Rodrigo Paz Delgado, Quito Játékvezető: Wilmar Roldán (kolumbiai) |

| 2022. január 27. 20:00 (UTC–3) |

| Paraguay | 0–1               | Uruguay       |
| -------- | ----------------- | ------------- |
|          | (0–0) Jegyzőkönyv | L. Suárez 50' |

| Estadio General Pablo Rojas, Asunción Játékvezető: Darío Herrera (argentin) |

| 2022. január 27. 21:15 (UTC–3) |

| Chile        | 1–2               | Argentína                     |
| ------------ | ----------------- | ----------------------------- |
| Brereton 21' | (1–2) Jegyzőkönyv | Di María 10' La. Martínez 34' |

| Estadio Zorros del Desierto, Calama Játékvezető: Anderson Daronco (brazil) |

| 2022. január 28. 16:00 (UTC–5) |

| Kolumbia | 0–1               | Peru       |
| -------- | ----------------- | ---------- |
|          | (0–0) Jegyzőkönyv | Flores 85' |

| Estadio Metropolitano Roberto Meléndez, Barranquilla Játékvezető: Jesús Valenzuela (venezuelai) |

| 2022. január 28. 18:00 (UTC–4) |

| Venezuela                     | 4–1               | Bolívia     |
| ----------------------------- | ----------------- | ----------- |
| Rondón 24' 34' 67' Machís 55' | (2–1) Jegyzőkönyv | Miranda 38' |

| Estadio Agustín Tovar, Barinas Játékvezető: Guillermo Guerrero (ecuadori) |

### 16. forduló
| 2022. február 1. 16:30 (UTC–4) |

| Bolívia                | 2–3               | Chile                     |
| ---------------------- | ----------------- | ------------------------- |
| Enoumba 37' Moreno 88' | (1–1) Jegyzőkönyv | Sánchez 14' 86' Núñez 77' |

| Estadio Hernando Siles, La Paz Játékvezető: Alexis Herrera (venezuelai) |

| 2022. február 1. 20:00 (UTC–3) |

| Uruguay                                                              | 4–1               | Venezuela        |
| -------------------------------------------------------------------- | ----------------- | ---------------- |
| Bentancur 1' De Arrascaeta 23' Cavani 45+1' L. Suárez 53' (11-esből) | (3–0) Jegyzőkönyv | Jf. Martínez 65' |

| Estadio Centenario, Montevideo Játékvezető: Bruno Arleu (brazil) |

| 2022. február 1. 20:30 (UTC–3) |

| Argentína        | 1–0               | Kolumbia |
| ---------------- | ----------------- | -------- |
| La. Martínez 29' | (1–0) Jegyzőkönyv |          |

| Estadio Mario Alberto Kempes, Córdoba Játékvezető: Raphael Claus (brazil) |

| 2022. február 1. 21:30 (UTC–3) |

| Brazília                                         | 4–0               | Paraguay |
| ------------------------------------------------ | ----------------- | -------- |
| Raphinha 28' Coutinho 62' Antony 86' Rodrygo 88' | (1–0) Jegyzőkönyv |          |

| Estádio Mineirão, Belo Horizonte Játékvezető: Facundo Tello (argentin) |

| 2022. február 1. 21:00 (UTC–5) |

| Peru       | 1–1               | Ecuador    |
| ---------- | ----------------- | ---------- |
| Flores 69' | (0–1) Jegyzőkönyv | Estrada 2' |

| Estadio Nacional, Lima Játékvezető: Wilton Sampaio (brazil) |

### 17. forduló
| 2022. március 24. 20:30 (UTC–3) |

| Uruguay           | 1–0               | Peru |
| ----------------- | ----------------- | ---- |
| De Arrascaeta 42' | (1–0) Jegyzőkönyv |      |

| Estadio Centenario, Montevideo Játékvezető: Anderson Daronco (brazil) |

| 2022. március 24. 18:30 (UTC–5) |

| Kolumbia                     | 3–0               | Bolívia |
| ---------------------------- | ----------------- | ------- |
| Díaz 39' Borja 72' Uribe 90' | (1–0) Jegyzőkönyv |         |

| Estadio Metropolitano Roberto Meléndez, Barranquilla Játékvezető: Facundo Tello (argentin) |

| 2022. március 24. 20:30 (UTC–3) |

| Brazília                                                                       | 4–0               | Chile |
| ------------------------------------------------------------------------------ | ----------------- | ----- |
| Neymar 44' (11-esből) Vinícius 45+1' Coutinho 72' (11-esből) Richarlison 90+1' | (2–0) Jegyzőkönyv |       |

| Maracanã Stadion, Rio de Janeiro Játékvezető: Darío Herrera (argentin) |

| 2022. március 24. 20:30 (UTC–3) |

| Paraguay                                       | 3–1               | Ecuador                |
| ---------------------------------------------- | ----------------- | ---------------------- |
| Morales 10' Hincapié 45+6' (öngól) Almirón 54' | (2–0) Jegyzőkönyv | Caicedo 85' (11-esből) |

| Estadio Antonio Aranda, Ciudad del Este Játékvezető: Jesús Valenzuela (venezuelai) |

| 2022. március 25. 20:30 (UTC–3) |

| Argentína                           | 3–0               | Venezuela |
| ----------------------------------- | ----------------- | --------- |
| González 34' Di María 79' Messi 82' | (1–0) Jegyzőkönyv |           |

| Estadio Alberto J. Armando, Buenos Aires Játékvezető: Kevin Ortega (perui) |

### 18. forduló
| 2022. március 29. 18:30 (UTC–5) |

| Peru                  | 2–0               | Paraguay |
| --------------------- | ----------------- | -------- |
| Lapadula 5' Yotún 42' | (2–0) Jegyzőkönyv |          |

| Estadio Nacional, Lima Játékvezető: Fernando Rapallini (argentin) |

| 2022. március 29. 19:30 (UTC–4) |

| Venezuela | 0–1               | Kolumbia                   |
| --------- | ----------------- | -------------------------- |
|           | (0–1) Jegyzőkönyv | Rodríguez 45+4' (11-esből) |

| Polideportivo Cachamay, Ciudad Guayana Játékvezető: Wilton Sampaio (brazil) |

| 2022. március 29. 19:30 (UTC–4) |

| Bolívia | 0–4               | Brazília                                              |
| ------- | ----------------- | ----------------------------------------------------- |
|         | (0–2) Jegyzőkönyv | Paquetá 24' Richarlison 45' 90+1' Bruno Guimarães 66' |

| Estadio Hernando Siles, La Paz Játékvezető: Eber Aquino (paraguayi) |

| 2022. március 29. 20:30 (UTC–3) |

| Chile | 0–2               | Uruguay                    |
| ----- | ----------------- | -------------------------- |
|       | (0–0) Jegyzőkönyv | L. Suárez 79' Valverde 90' |

| Estadio San Carlos de Apoquindo, Santiago de Chile Játékvezető: Patricio Loustau (argentin) |

| 2022. március 29. 18:30 (UTC–5) |

| Ecuador        | 1–1               | Argentína   |
| -------------- | ----------------- | ----------- |
| Valencia 90+3' | (0–1) Jegyzőkönyv | Álvarez 24' |

| Estadio Monumental Isidro Romero Carbo, Guayaquil Játékvezető: Raphael Claus (brazil) |

### Ismétlés a 6. fordulóból
| 2022. szeptember 21. 20:00 (UTC−3) |

| Brazília | törölve     | Argentína |
| -------- | ----------- | --------- |
|          | Jegyzőkönyv |           |

| Neo Química Arena, São Paulo |

## Interkontinentális pótselejtező
Az ötödik helyezett csapatnak interkontinentális pótselejtezőt kellett játszania. A párosításokat 2021. november 26-án sorsolták. A mérkőzésre 2022 június 13-án került sor.
| 1. csapat  | Eredmény     | 2. csapat |
| ---------- | ------------ | --------- |
| Ausztrália | 0–0 (t. 5–4) | Peru      |

## A világbajnokságra kijutott csapatok
A világbajnokságra a CONMEBOL tagországai közül az alábbi csapatok jutottak ki:
A kvalifikáció megszerzésének sorrendjében. A "Világbajnoki részvétel" oszlop már tartalmazza a 2022-es labdarúgó-világbajnokságot is.
| Csapat    | Kvalifikáció módja | Kvalifikáció időpontja | Világbajnoki részvétel | Utolsó részvétel | Legjobb eredmény                           |
| --------- | ------------------ | ---------------------- | ---------------------- | ---------------- | ------------------------------------------ |
| Brazília  | 1. helyezett       | 2021. november 11.     | 22                     | 2018             | Világbajnok (1958, 1962, 1970, 1994, 2002) |
| Argentína | 2. helyezett       | 2021. november 16.     | 18                     | 2018             | Világbajnok (1978, 1986)                   |
| Uruguay   | 3. helyezett       | 2022. március 24.      | 14                     | 2018             | Világbajnok (1930, 1950)                   |
| Ecuador   | 4. helyezett       | 2022. március 24.      | 4                      | 2014             | Nyolcaddöntő (2006)                        |